# Calamagrostis porteri
Calamagrostis porteri là một loài thực vật có hoa trong họ Hòa thảo. Loài này được A.Gray mô tả khoa học đầu tiên năm 1862.

## Hình ảnh

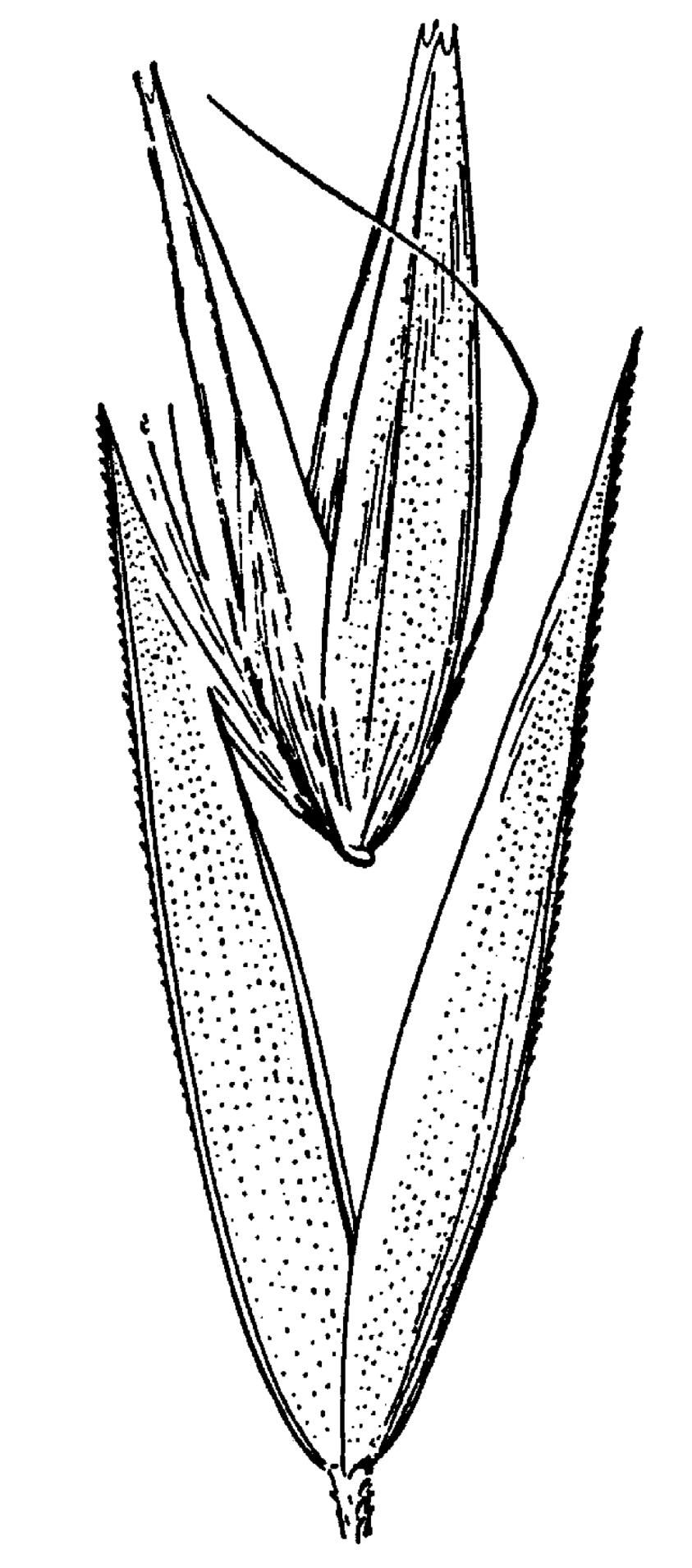